# Summorum Pontificum

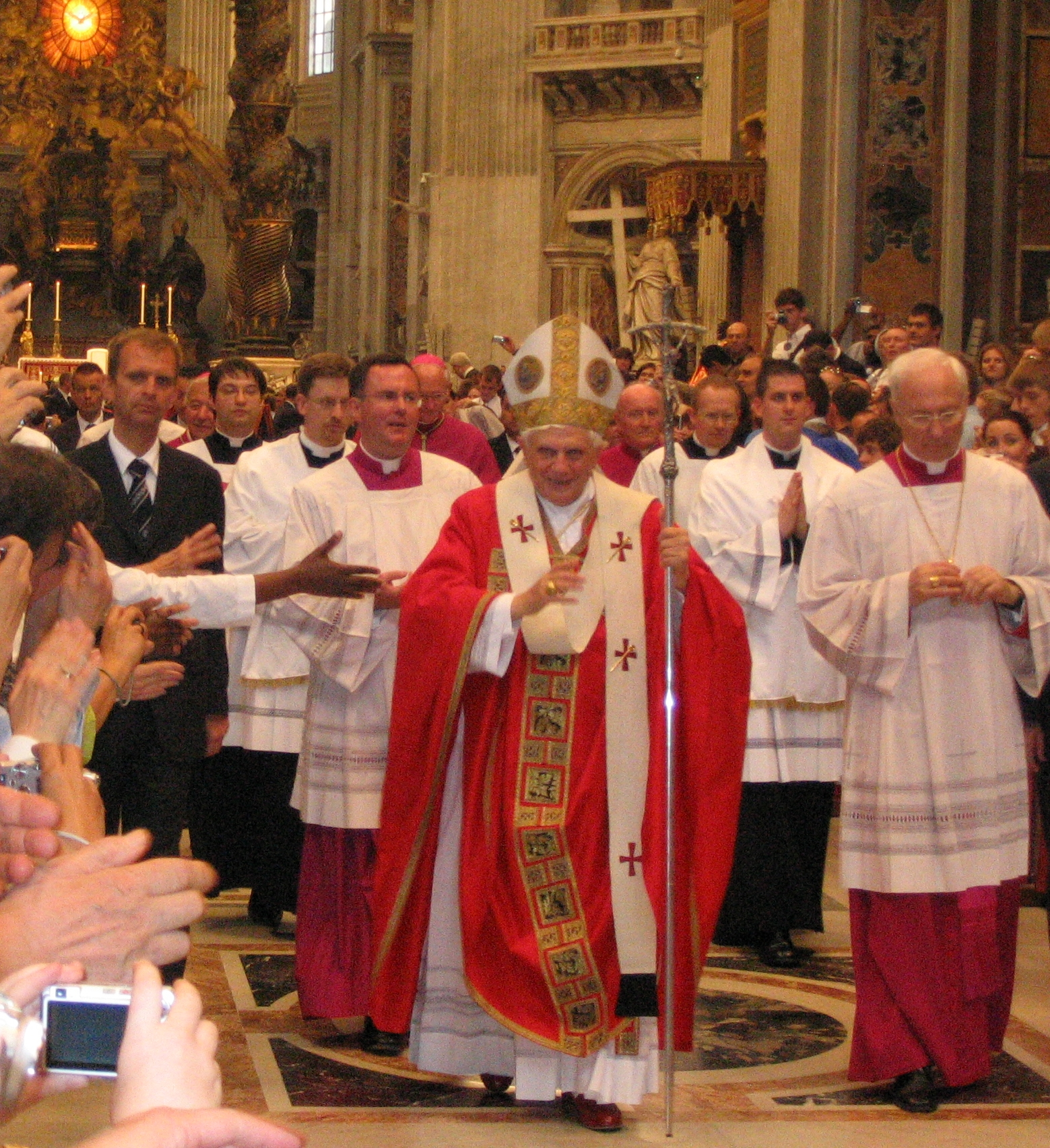
El Papa Benedicto XVI dando la bendición tras una Misa.

Summorum Pontificum (De los Sumos Pontífices) es una carta apostólica en forma motu proprio del papa Benedicto XVI, que dio una mayor facilidad para el uso en la Iglesia latina, en lugar del Misal Romano revisado por el papa Pablo VI en 1969, de la edición publicada por Juan XXIII en 1962 – forma litúrgica conocida como misa tridentina – y de las formas preconciliares de celebración de la mayoría de los sacramentos.
El documento fue publicado el 7 de julio de 2007, junto con una carta explicativa del propio Pontífice dirigida a los obispos del mundo, en la que el explicó las razones que motivaron la publicación de dicho documento. Su fecha de entrada en vigor fue fijada para el 14 de septiembre siguiente, fiesta de la Exaltación de la Santa Cruz.
En julio de 2021, el papa Francisco con el motu proprio Traditionis custodes retiró los amplios permisos concedidos por Benedicto XVI para la celebración del Misal Romano de 1962 y declaró que, contrariamente a lo que Benedicto afirmó acerca de la existencia de dos formas del rito romano, por él llamadas la ordinaria y la extraordinaria, "los libros litúrgicos promulgados por los santos Pontífices Pablo VI y Juan Pablo II, en conformidad con los decretos del Concilio Vaticano II, son la única expresión de la lex orandi del Rito Romano".

## Esquema del documento
A la introducción, donde se hace hincapié en el interés que todos los Papas –en especial Gregorio Magno, Pío V, Juan XXIII, Pablo VI y Juan Pablo II– han tenido por el culto y la liturgia, sigue un comentario sobre la adhesión de un número no indiferente de fieles católicos en algunas regiones a las formas litúrgicas anteriores a las reformas solicitadas por el Concilio Vaticano II. Según recuerda Benedicto XVI, ante esto la autoridad de la Iglesia concedió en el año 1984 a través de un documento de la Sagrada Congregación para el Culto Divino y la Disciplina de los Sacramentos un indulto para el uso restringido de este misal. Poco después el Papa Juan Pablo II instó a los obispos a no poner trabas a los fieles que solicitasen el uso de este misal en sus respectivas diócesis.
Ahora bien, tras consultar al Consistorio de cardenales y meditarlo profundamente, el Papa decidió ampliar todavía más el uso de esta forma litúrgica de acuerdo con los siguientes artículos:
1. El misal promulgado por el Papa Pablo VI y reeditado por Juan Pablo II es la forma ordinaria de la liturgia de la Iglesia católica de rito latino. El misal de Pío V según la edición de Juan XXIII debe considerarse forma "extraordinaria" de la misma liturgia.
2. Condiciones para el uso del misal del 1962: a) En las misas sin pueblo, cualquier sacerdote de rito latino puede usar el Misal Romano, según sea la edición del 1962 sea la del 1970, sin necesidad de pedir permiso. Se exceptúan a esta condición las celebraciones litúrgicas del Triduo Sacro, días en los cuales no son permitidas las celebraciones sin pueblo.
3. b) En las misas comunitarias o conventuales de institutos de vida consagrada o sociedades de vida apostólica pueden usarse uno u otro de estos misales, pero para hacer esto a menudo o habitualmente se necesita la autorización del superior mayor competente.
4. Los fieles que deseen participar en las misas según la forma litúrgica extraordinaria de acuerdo con la condición a pueden hacerlo si lo piden voluntariamente.
5. c) En los lugares donde un número estable de fieles requiera la celebración litúrgica según la tradición anterior, el párroco deberá atenderles poniendo cuidado de armonizar esto con la atención pastoral ordinaria bajo la guía del obispo y evitando divisiones. La forma del 1962 se puede usar en los días feriales, pero también con una sola celebración en los domingos y festividades. Se puede usar también en matrimonios, exequias o peregrinaciones. Los sacerdotes celebrantes han de tener la preparación adecuada y no estar impedidos jurídicamente. Donde no haya párrocos será el rector quien conceda las licencias para la celebración de la liturgia del misal de Juan XXIII.
6. Se puede usar la lengua vernácula para las lecturas de las misas que sigan esa forma si se celebran con el pueblo.
7. Si los grupos de fieles mencionados antes no son atendidos debidamente pueden acudir al obispo respectivo y si éste no les tomara en cuenta, pueden acudir a la Comisión Ecclesia Dei de la Santa Sede.
8. Si el obispo no pudiera acceder a la petición de los fieles por algún motivo, también puede acudir a dicha comisión para pedir consejo.
9. El párroco puede usar el ritual anterior en los sacramentos del bautismo, del matrimonio, de la penitencia y de la unción de los enfermos. Los obispos pueden administrar la confirmación según el modo anterior, si lo requiere el bien de las almas. Los clérigos también pueden usar, si lo desean, el breviario del 1962.
10. El obispo de una diócesis puede erigir una parroquia para la celebración de la forma antigua del rito.
11. Siempre queda la Pontificia Comisión Ecclesia Dei para tratar con la Santa Sede todo lo relacionado con la forma litúrgica anterior y para las funciones que el Papa quiera atribuirle.
12. Esta comisión, vigilará sobre la aplicación de esta carta apostólica.

## Carta a los obispos
Acompañando al motu proprio, el Papa Benedicto XVI publicó una carta a todos los obispos católicos en la que indica que, a pesar de que la reforma litúrgica comenzada con el Concilio Vaticano II sigue teniendo vigor como la forma ordinaria o sea normal del rito litúrgico romano, el misal de Juan XXIII, que nunca fue abrogado jurídicamente, puede todavía ser usado según las normas para su uso dadas en el motu proprio, teniendo en cuenta el número no pequeño de fieles que solicitan su utilización. Textualmente se dice en la carta:

el Misal, publicado por Pablo VI y reeditado después en dos ediciones sucesivas por Juan Pablo II, obviamente es y permanece la Forma normal – la Forma ordinaria – de la Liturgia Eucarística. La última redacción del Missale Romanum, anterior al Concilio, que fue publicada con la autoridad del Papa Juan XXIII en 1962 y utilizada durante el Concilio, podrá, en cambio, ser utilizada como Forma extraordinaria de la Celebración litúrgica. No es apropiado hablar de estas dos redacciones del Misal Romano como si fueran "dos Ritos". Se trata, más bien, de un doble uso del mismo y único Rito.

Igualmente afirma que la ruptura realizada por Mons. Marcel Lefebvre, aunque se ha presentado externamente como vuelta al rito anterior, tiene sus raíces en una discrepancia más profunda. El intento de la carta Ecclesia Dei de Juan Pablo II había sido precisamente acercar a los fieles que se sumaban al grupo de Lefebvre, pero algunos obispos no habían dado las facilidades para la celebración de los ritos según el antiguo misal pues temían que estos grupos de laicos estuvieran cuestionando la autoridad del Concilio.
Otra objeción que afronta el Papa es la del desorden o división que el uso de ambas liturgias puede causar en las parroquias. Benedicto XVI responde diciendo que, dado que para entender el misal de Juan XXIII se requiere el dominio del latín y un mejor conocimiento de la liturgia, cosa que la mayoría de los fieles no tienen, por tanto el rito revisado necesariamente seguirá siendo el ordinario. Y añade que ambas formas ganarán: la antigua actualizándose con el uso y celebraciones de nuevas memorias y festividades, la de Pablo VI en sobriedad y reverencia.
El Papa Benedicto XVI continúa la carta reflexionando sobre los casos de divisiones que se han dado a lo largo de la historia y cómo en diversas ocasiones ha faltado mayor versatilidad o se han omitido pasos que habrían evitado la separación. Es esta solicitud pastoral en pro de la unidad de los católicos la que mueve al pontífice romano a tomar esa decisión.
Antes de concluir, el Papa explica que el Motu Proprio no implica pasar por encima de la autoridad de los obispos y que no se ha de permitir que los sacerdotes que celebren según la forma extraordinaria desprecien o se nieguen a usar la ordinaria. Finalmente pide a los obispos que envíen un informe al cabo de tres años sobre la aplicación del documento.

## Efectos
Como era lógico, las declaraciones de los católicos traditionalistas inmediatamente después de la publicación del documento fueron, en general, positivas, como también las declaraciones oficiales de los obispos, en las que lo apresentaron como gesto de reconciliación hacia los que sentían atracción hacia la antigua forma de la liturgia. A algunos causó tristeza personal y lo aceptaron a regañadientes. Los movimientos tradicionalistas se quejaron de la falta de apoyo de algunos obispos, mientras de vez en cuando otros celebraban públicamente en la forma anterior del rito romano.
Después de un inicial aumento de interés en la misa tridentina, que un oficial de la conferencia episcopal de los Estados Unidos atribuyó a la curiosidad, resultaron infundados los temores de problemas prácticos por la escasez de sacerdotes que sabían latín. En los Estados Unidos, el número de las iglesias en las que se celebra la misa en la forma tridentina (generalmente no de manera exclusiva) pasó de alrededor de 225 en 2006 a casi el doble en 2014. Pero, para meter esto en una perspectiva más amplia, basta mencionar que en la sola arquidiócesis de New York las iglesias parroquiales, sin hablar de las otras iglesias católicas, son 369.
Algunos estudiosos del derecho canónico han puesto en duda la rectitud de unas declaraciones del motu proprio y de la carta que la acompañaba: en particular las afirmaciones que el Misal de 1962 nunca fue jurídicamente abrogado y que las "dos expresiones de la «Lex orandi» de la Iglesia en modo alguno inducen a una división de la «Lex credendi» («Ley de la fe») de la Iglesia"
A la publicación del motu proprio, cuyo propósito quizás principal fue resolver el problema de las relaciones con la Hermandad Sacerdotal San Pío X, siguieron en el año de 2009 el levantamiento de la excomunión de los obispos de la Hermandad y el comienzo de una serie de conversaciones, que no han sido coronadas de éxito. Queda válido lo que el papa Benedicto XVI dijo: "Hasta que las cuestiones relativas a la doctrina no se aclaren, la Fraternidad no tiene ningún estado canónico en la Iglesia".
Fuera del ámbito católico, la Liga Antidifamación judía protestó contra el Summorum Pontificum por ampliar el uso de la forma 1962 de la misa del rito romano, que contiene una oración por los judíos, que pide "que Dios nuestro Señor les quite del corazón el velo, para que también ellos reconozcan a nuestro Señor Jesucristo", y que también habla de la "ceguera" de los judíos. Papa Benedicto XVI respondió a estas críticas sustituyendo esa oración tradicional por una nueva libre de esas expresiones. La Liga desaprobó también de esta formulación, diciendo que, después de "modificaciones cosméticas", la oración todavía pedía que los judíos aceptasen a Jesús como Señor. Los judíos italianos también protestaron, mientras una asociación católica tradicionalista protestó al contrario por el abandono de la formulación anterior, parte integrante del Misal 1962, que según el mismo papa nunca había sido abrogado.
Aún en 2010, los judíos italianos pedían que la oración fuese modificada o completamente eliminada.

## Abrogación
El 16 de julio de 2021, el sucesor de Benedicto XVI, Francisco, publicó con efecto inmediato el motu proprio Traditionis custodes, que anuló las disposiciones del Summorum Pontificum.
Mientras que el motu proprio Summorum Pontificum afirmaba que hay al mismo tiempo dos expresiones de la lex orandi del rito romano, la 'ordinaria' y la 'extraordinaria', el  Traditionis custodes  categóricamente niega esta afirmación al declarar: "Los libros litúrgicos promulgados por los santos Pontífices Pablo VI y Juan Pablo II, en conformidad con los decretos del Concilio Vaticano II, son la única expresión de la lex orandi del Rito Romano".
El motu proprio Summorum Pontificum autorizaba a los curas párrocos, en autonomía del obispo diocesano, a permitir que grupos estables de fieles adheridos a la tradición litúrgica anterior utilizaran el Misal Romano de 1962, el nuevo motu proprio  Traditionis custodes  afirma que es competencia exclusiva del obispo diocesano autorizar su uso, siguiendo las directrices de la Sede Apostólica. Summorum Pontificum  concedía dicha competencia a cualquier párroco.